# Necyla formosana
Necyla formosana là một loài côn trùng trong họ Mantispidae thuộc bộ Neuroptera. Loài này được Okamoto miêu tả năm 1910.